# Billdal
För andra betydelser, se Billdal (olika betydelser).

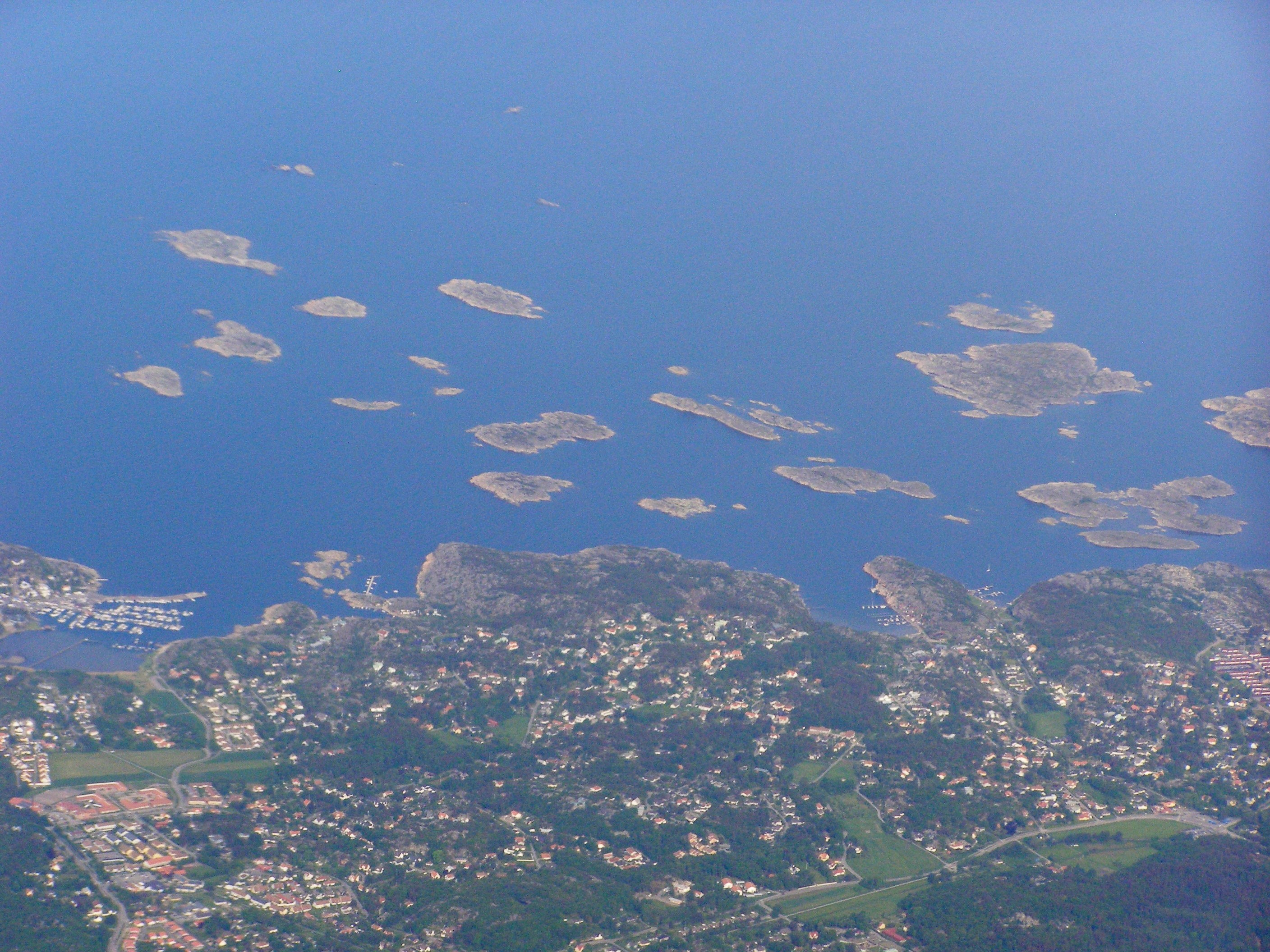
Billdal från luften 2012.

Billdal är ett samhälle och primärområde i stadsområde Sydväst i Göteborgs kommun, beläget i stadsdelen Askim, längst söderut i Göteborgs kommun.
Billdal ligger vid länsväg 158 och utgör södra delen av Askim och består dessutom av områden som Snipen, Lindås, Uggledal, Årekärr, Svindal och Skintebo. I norr gränsar Billdal till Hovås, i öster till Lindome i Mölndals kommun och i söder mot Kullavik som är den nordligaste delen av Kungsbacka kommun i Halland.

## Ortnamnet
Namnet Billdal förekommer redan år 1540 i formen Beeldal, och vidare Behldal 1679, Billedahl 1825 med betydelsen "ån som flyter fram med möda och besvär" alternativt "den nyckfulla ån, ån som bitvis flyter långsamt, bitvis snabbt". Syftningen är då på den bäck som flutit fram i dalen.

## Historia
Billdal var under 1500-talet en by bestående av två hemman. Under 1700-talet utvecklades Billdal Västergården (Billdals gård) till Askims sockens mest betydande. Billdals gård köptes omkring år 1860 av göteborgsköpmannen och brukspatronen James Robertson Dickson, som lät bygga ett nytt bostadshus i två våningar. När Säröbanan anlades under åren 1898–1903 placerades den första stationen i Billdal. Billdals kyrkogård anlades år 1978.

## Bebyggelse
Billdals bebyggelse är övervägande villor i ett havsnära område. Bebyggelsen är omgiven av skogbeklädda åsar och viss jordbruksmark. Här ligger Billdals park där det varje midsommar ordnas ett stort, traditionellt midsommarfirande.

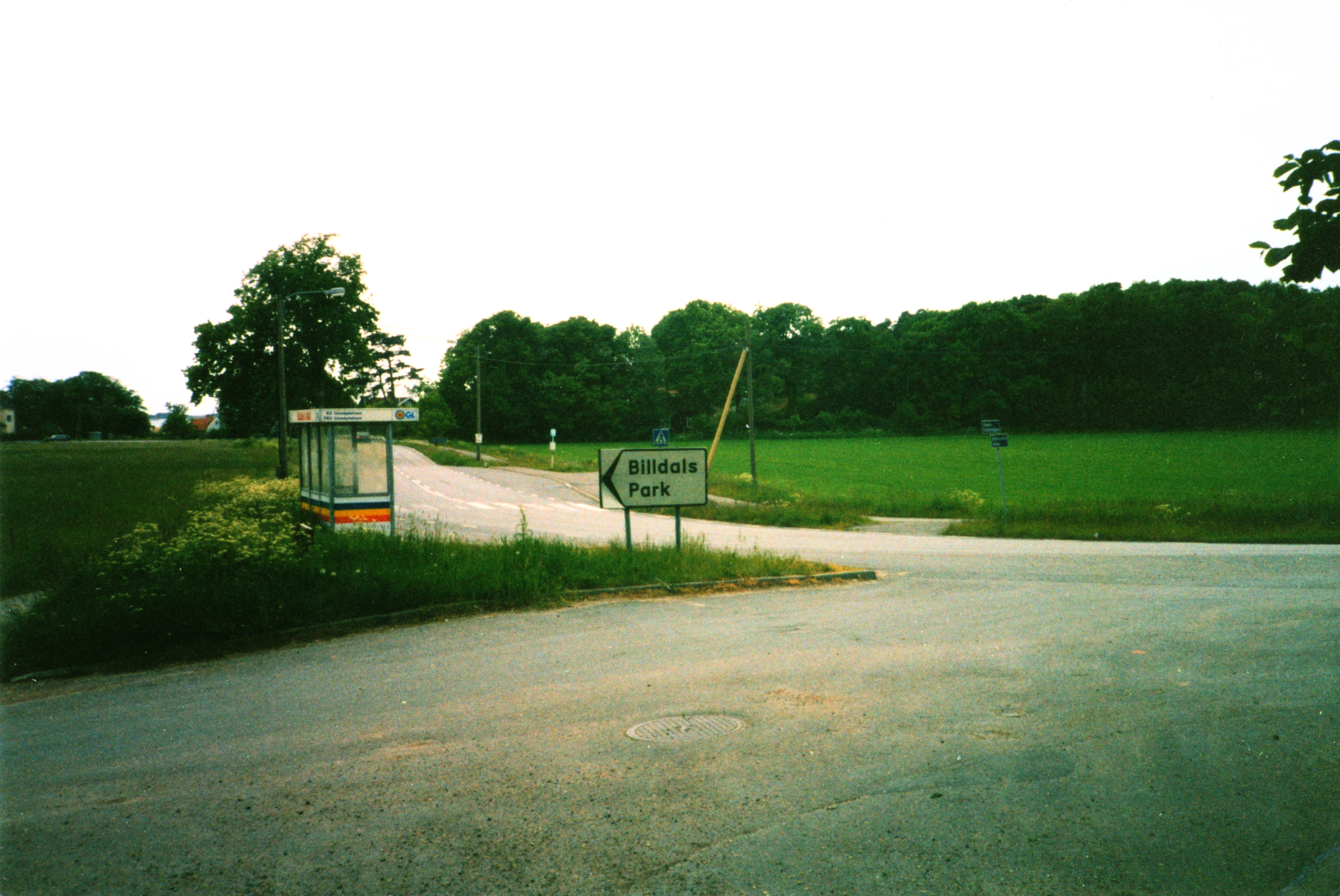
Billdals park, busskur 1989

Billdal var från början en jordbruksort och några av de äldre villorna har ett ursprung som gårdsfastigheter. De äldsta delarna ligger längs kusten från Killingsholmen och söderut. Orten är idag en förort till Göteborg och har förtätats kraftigt. I södra Billdal ligger bostadsområdena Västra och Östra Lindås, båda två dominerade av radhusbebyggelse. Lindåsskolan heter den lokala skolan.
I samband med att en generalplan upprättades för Billdal 1966, angavs de huvudsakliga områdena till (från norr till söder): Brottkärr, Skintebo, Uggledal, Hästebäck, Pjältered, Nygården, Svindal, Billdal, Storegården, Björkedal, Kopparåsen, Hulan, Ambjörnhagen, Letsegården, Trädgården, Hagen, Gatersered, Heden samt Lindås.

## Idrott
Billdal har en fotbollsklubb, Hovås Billdal IF, som har sin hemmaplan på Hovås Billdal Arena. På Billdals Gård huserar Billdals Ridklubb.
I Billdal finns även en av de 20 största innebandyklubbarna i landet – Lindås Waves som startades 1994. Lindås har även en egen hemmaarena, Salming Arena (belägen i Askim). Billdal har även en seglingsklubb som håller till på Killingsholmens varv. Längs kusten i Billdal finns flera havsbad.

## Nyckeltal

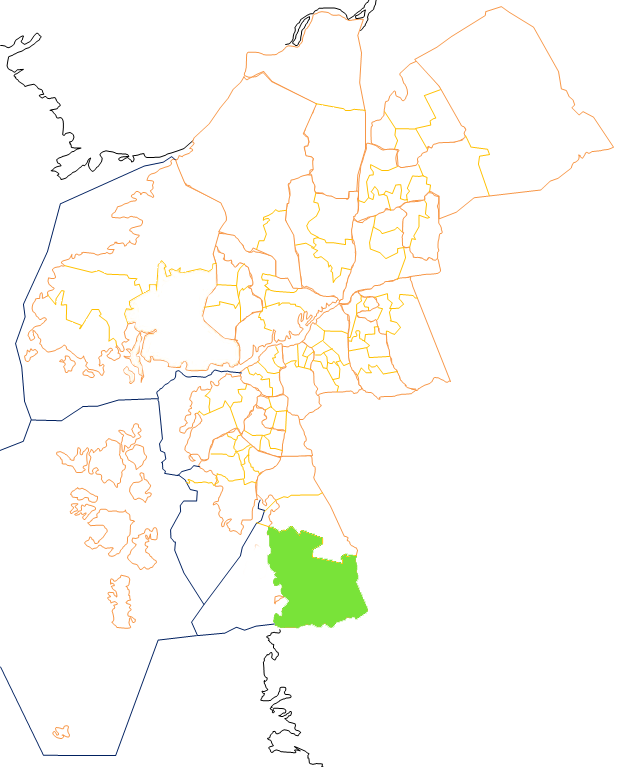
Billdal

Nyckeltalen redovisar statistik som beskriver Göteborg och dess 96 delområden, primärområden, per den 31 december och kan användas för att jämföra de olika områdena. Nedan redovisas uppgifter för primärområdet och jämförelse görs mot uppgifterna för hela kommunen.
|                                                           | Billdal    | Hela Göteborg |
| --------------------------------------------------------- | ---------- | ------------- |
| Folkmängd                                                 | 15 062     | 587 549       |
| Befolkningsförändring 2020–2021                           | +308       | +4 493        |
| Andel födda i utlandet                                    | 9,7 %      | 28,3 %        |
| Andel utrikes födda eller med två utrikes födda föräldrar | 12,6 %     | 38,1 %        |
| Medelinkomst                                              | 492 600 kr | 332 400 kr    |
| Arbetslöshet                                              | 2,2 %      | 6,6 %         |
| Antal ersatta dagar från F-kassan per person (16-64 år)   | 10,7       | 19,5          |
| Andel med eftergymnasial utbildning (minst 3 år)          | 50,5 %     | 37,9 %        |
| Andel bostäder byggda 1971–1980                           | 30,8 %     |               |
| Andel bostäder i allmännyttan                             | 6,9 %      | 25,9 %        |
| Antal färdigställda bostäder 2021                         | 156        |               |
| Andel bostäder i småhus                                   | 64,8 %     | 18,3 %        |

## Stadsområdes- och stadsdelsnämndstillhörighet
Primärområdet tillhörde fram till årsskiftet 2020/2021 stadsdelsnämndsområdet Askim-Frölunda-Högsbo och ingår sedan den 1 januari 2021 i stadsområde Sydväst.